# Dominium maris septentrionalis
Dominium maris septentrionalis (deutsch Herrschaft über das Nordmeer) ist ein politisches Schlagwort und war, neben der bereits vorhandenen Doktrin Dominium maris baltici (deutsch Herrschaft über das Baltische Meer), ab 1560 mit der Regierungszeit von Friedrich II., nochmals unterstrichen 1583, 1638 und spätestens mit der Pattsituation in der Ostsee mit dem Frieden von Frederiksborg im Jahr 1720, eine wichtige Doktrin der Außenpolitik Dänemark-Norwegens, das als Personalunion von 1380 bis 1814 existierte.

## Geografie
In ihr lag der Anspruch, das Meer nördlich einer südlich von Grönland, über Island, Färöer und die ehemals zum Königreich Dänemark gehörenden Inseln Orkney (bis 1468) und Shetland (bis 1469) bis nach Holstein/Hamburg gezogene Linie als Mare clausum, zum souveränen königlichen Besitz zu machen. Im Norden erstreckt sich der Anspruch auf das Nordmeer mit der Inselgruppe Spitzbergen – nach deren Entdeckung durch den Niederländer Willem Barents im Jahr 1596 machte Dänemark-Norwegen seinen Herrschaftsanspruch geltend – bis weiter zum Arktischen Ozean sowie auf die Küsten im Norden Skandinaviens inklusive der dahinter liegenden Landschaften Finnmark und Lappland, die auch von Schweden beansprucht wurden. Die Konkurrenz um die auch von Schweden beanspruchten Gebiete gipfelte im Kalmarkrieg (1611–1613).
Das Meer sollte kontrolliert, von Freibeutern und Piraten freigehalten werden, und als Schatzland der dänisch-norwegischen Krone dem Ausland für Fischerei und Schifffahrt verschlossen bleiben; die Kontrolle sollte nicht mehr nur auf die Küstengewässer beschränkt bleiben. Dänische Kriegsschiffe beschlagnahmten regelmäßig englische Walfänger und Fischereifahrzeuge an der norwegischen und isländischen Küste und behinderten die Durchfahrt von Schiffen am Nordkap, die zum Beispiel mit Archangelsk Handel treiben wollten.

## Geschichte
Rivalen um die Beherrschung des Nordmeers waren die Hanse, die britische Krone sowie die Republik der Sieben Vereinigten Provinzen, deren Wal- und Fischfang im Nordatlantik seit Anfang des 16. Jahrhunderts aufmerksam beobachtet wurde. Die britische Krone beanspruchte das Gebiet mit der Doktrin Dominium maris britannici (deutsch Herrschaft über das britische Meer), deren Anspruch sich darüber hinaus auch auf die Gewässer südlich Britanniens bis zum Kap Finisterre (Kap an der Nordwestküste Spaniens) erstreckte und jede ausländische Fischerei lizenzpflichtig machte, wogegen sich die dänisch-norwegische Krone zu wehren versuchte. Mehrmals wurde mit britischen Botschaftern verhandelt, jedoch ohne einen entscheidenden Vertrag zu beschließen, weil Dänemark wenig bereit war, England in Fragen eines fairen Handelsvertrages und/oder einer Entschädigung entgegenzukommen. Im Zuge eines angestrebten Bündnisses zwischen den protestantischen Reichen von Friedrich II. und Elisabeth I. in der Zeit von 1577 bis 1588 taute das angespannte Verhältnis auf, doch selbst in dieser Tauwetterperiode setzte Dänemark im Jahr 1583 England nochmals demonstrativ unter Druck, um die Anerkennung seines Anspruchs durchzusetzen. Frankreich dagegen erkannte im Jahr 1583 Dänemarks Anspruch an.
Entdeckungsfahrten wie von Jens Munk, der im Jahr 1619 von König Christian IV. beauftragt wurde, einen Seeweg nach China über die Nordostpassage zu finden, sollten diesen Anspruch unterstreichen. Hans Egede wurde 1721 mit drei Schiffen nach Grönland geschickt, um die Insel, auf der es bis wohl bis ins 16. Jahrhundert hinein Siedlungen der Grænlendingar gab, für die Krone in Besitz zu nehmen und als Westgrenze des Königreiches zu sichern.
Zwischen 1613 und 1624, in einer Reformperiode unter Christian IV., der sich selbst als „Herrscher über die Gewässer“ bezeichnete, wurde mit der Isländische Kompagnie die erste Handelskompanie – bis dahin lag der Außenhandel in den Händen der niederländischen Handelsflotte – und der Petsorischen Kompagnie ein Wettbewerber im Kampf um den Walfang aufgebaut. Dies wurde hauptsächlich finanziert durch den Sundzoll in der Öresund. Durch die Doktrin Dominium fluminis (deutsch Herrschaft über den Fluss (Unterelbe)) ging Dänemark offensiv in den Konkurrenzkampf mit Hamburg. Christian IV., der in Personalunion auch Herzog von Holstein war, beanspruchte damit die Oberhoheit über die Elbe und auch über Hamburg und ignorierte ein Urteil des Reichskammergerichtes, das die Elbmetropole als freie, mithin keinem Fürsten unterstellte, Reichsstadt bestätigte. Mit der Anlage der Stadt Glückstadt als Handelsort an der Elbe und dem Bau der dortigen Festung wurde dieser Anspruch auf die dänische Herrschaft über die Unterelbe untermauert.
In der Auseinandersetzung mit den polnisch-litauischen Herrschern Sigismund III. Wasa und Władysław IV. Wasa in Baltischen Meer machte Christian IV. im Jahr 1638, neben Dominium maris baltici, auch Dominium maris septentrionalis geltend, was ein Grund sein dürfte, wieso Władysław IV. Wasa versuchte, in Danzig dem Sundzoll ähnliche Zollgebühren einzuführen, um eine eigene Flotte aufstellen zu können. Die dänische Flotte annektierte „als Reaktion auf diesen Affront“, ohne vorherige Kriegserklärung, zwei Schiffe der sich im Aufbau befindenden polnischen Flotte im Jahr 1637, weil dies eine Verletzung des dänischen Dominium darstelle und forderte Władysław IV. Wasa in dem Pamphlet Mare Balticum (deutsch Baltisches Meer) von 1638 auf, ihren Anspruch anzuerkennen.